# Teatre per hores
El teatre per hores o teatre per seccions va ser un sistema d'organització teatral aparegut a Madrid cap al 1868 i que va perdurar fins a la dècada del 1910, estant la seva època de més desenvolupament la dècada del 1890. Va consistir en la posada en escena d'una sèrie de petites obres de teatre de, com a màxim, una hora de durada i que van començar a representar-se primer als petits però nombrosíssims café-teatros de la capital espanyola d'aquesta època, i que ràpidament s'hi van estendre a la resta de les províncies, estant Madrid i Barcelona les places més fortes.
Aquesta modalitat, que va ser adoptada fins i tot per alguns grans teatres —com ara el madrileny Teatro Apolo, el més luxós d'aquest moment que va albergar aquest tipus de representacions—, va complir tant la funció de culminació com de final de l'anomenat teatre breu complementari. Va ser el seu grau de desenvolupament més important, llevant-li el paper d'acompanyant del producte principal, però també va acabar estant l'últim moviment que el va representar als seus salons.

## Origen
L'origen del teatre per hores està clarament determinat: es deu a una iniciativa dels actors i empresaris Antonio Riquelme (el qual va tenir la idea) José Vallés, i Juan José Luján, molt coneguts en aquesta època, els quals van decidir escometre una reforma als espectacles teatrals populars d'aquest temps, els quals es representaven als anomenats cafés-teatro o salones. Van suprimir, a més a més, la consumició i van reduir el preu de les entrades.. El públic podia decidir quantes sessions deseava veure, perquè aquestes eren independents i no en duraven més d'una hora.
Aquesta idea innovadora de presentar diverses obres de petita durada permetia al públic una major llibertat de moviments, i amb això conseguia captar els qui podien voler veure una obra de teatre, però no volien invertir fins a quatre hores en fer-ho.
El teatre per hores, que per una banda oferia una alternativa econòmica davant els preus més prohibitius del teatre convencional, i per altra banda es convertia en un important competidor dels cafés-concierto, ràpidament es va fer molt popular.
Després de les inicials representacions als anomenats cafés-teatro, les primeres sales teatrals en acollir el teatre per hores van ser el Variedades i el |Lope de Rueda, els quals oferien una selecció de dues a quatre obres cada nit.

## Repertori i autors
El repertori del teatre per hores es componia de distintes obres de l'anomenat Gènere Petit: sainet, joguina còmica, sarsuela petita o zarzuelita, revista, paròdia i opereta; totes les obres de caràcter còmic i lleuger.

## Teatres
Al cap d'alguns anys, el teatre per hores va passar de representar-se en petits cafés-teatro a fer-ho en grans sales convionals, que anteriorment estaven dedicades exclusivament a la representació dels gèneres grans. Es van construir fins i tot noves sales per tal d'aprofitar les temporades d'estiu i, al cap i a la fi, pràcticament la totalitat dels teatres de Madrid va acabar organitzant representacions per sessions.
Els primers teatres convencionals, que hi havien estat el abían sido el Variedades i el Lope de Rueda, prompte es van veure acompanyats pels teatres El Recreo i, des de 1875 cap al 1885, per les sales Alhambra, Lara, Eslava, Martín, Apolo i el Romea. Posteriorment els van acompanyar les sales dedicades tradicionalment als gèneres grans, com ara els La Comedia, La Zarzuela, Novedadesi el Cómico, a més a més de construir-se les sals estiuenques Felipe, Recoletos, Príncipe Alfonso, Maravillas i Eldorado.
La preferència del públic per aquesta nova modalitat teatral va ser tan monolítica, que, a la capital espanyola, només van romandre quatre teatres representant funcions tradicionals: els teatres Español, María Guerrero, La Comedia y el Real, aquest últim dedicat a l'òpera.

## Polèmiques
La polèmica més important relacionada amb el teatre per hores es va dur a terme entre els partidaris d'aquesta modalitat i els defensors del teatre tradicional, els quals argumentaven fonamentant-se en raons morals, econòmiquess i artístiques per sustentar la seva crítica. Personalitats de l'època, com ara el sacerdot i historiador de la literatura Francisco Blanco García, van afirmar coses com que:
| «                                                           | No es nada lisonjera la impresión general que dejan en el ánimo la plétora de medianías, el retraimiento de los poetas de más esperanzas, y la extinción casi total del genio luminoso y creador, triple motivo de la decadencia de nuestro teatro, a la que también concurren en fabuloso incremento de los espectáculos innobles, populacheros y de baja estofa, y el extravío de una gran parte del público, que no solo los sufre, sino que también los ríe, paga y aplaude. | » |
| — Citat en Íñiguez Barrena, Francisca (1999), pp 103 y 104. | |   |

Aquesta polèmica es va desenvolupar a la premsa, nogensmenys, no va destorbar el desenvolupament del teatre per hores, el qual continuà puixant durant dècades, atraient quantitats d'espectadors cada vegada més importants.

## Influència
El teatre per hores espanyol va influir tant dins les fronteres d'Espanya com també fora, a més a més de facilitar el camí de les experiències posteriors, com per exemple el teatre naturalista de Galdós, les obres de contingut social de Joaquín Dicenta —qui va veure com l'estrena de la seva obra Juan José era rebuda amb un escàndol, en presentar personatges de les classes baixes, tot i que el teatre per hores els presentava des de feia anys— o el teatre de Jacinto Benavente.
Fora les fronteras, la influència del teatre per hores es va sentir, per exemple, en l'Argentina, país en què molts dels seus dramaturgs van aprehendre l'esperit i la pràctica d'aquesta modalitat teatral, tot adaptant-la als gusts locals i fonent-la amb altres influències culturals, com ara el grottesche italià, que va donar origen l'anomenat grotesco criollo. La influència d'aquesta modalitat teatral es va deixar sentir fins i tot al moviment cultural Teatro Abierto, en plena dictadura militar de les dècades de 1970 i 1980.

## Decadència
Tot i que els autors i empresaris del teatre per hores van provar diverses estratègies per tal de conservar el nombros públic que seguia aquest tipus de manifestació teatral, durant la primera dècada del segle xx va començar la decadència. Es van incorporar continguts eròtics a les obres, es van afegir programes a les operetes, però les audiències no van deixar de disminuir.
Els locals van començar a tancar les portes durant aquests anys, accentuant-se aquest fenomen sobretot a les sales especials d'estiu, alhora que les sales que quedaven ja no posaven en escena esclusivament obre del gènere petit, sinó que, també, van programar d'altres tipus d'obres, amb més actes, més duració, etc.